# Faralli & Mazzanti
Faralli & Mazzanti is een bekend autorestauratiebedrijf dat in 2006 een eigen nieuw product voorstelde. Hiermee is Faralli & Mazzanti toegevoegd aan de lange lijst van automerken.
De auto is een sportwagen met een V8 motor, genaamd Faralli & Mazanti Antas, aangedreven door een Maseratikrachtbron. Antas zou in een lokaal dialect zoveel betekenen als adelaar.
Het ontwerp lijkt deels gebaseerd op een Bugatti Atlantique en de Tatra 603, maar heeft ook stijlkenmerken van een modernere Maserati Quattroporte.